# Sudarshan Gautam
Sudarshan Gautam   (Ramechhap District, 1978) (en nepalès: सुदर्शन गौतम) és un alpinista i actor canadenc. És la primera persona sense braços que ha arribat al cim de l'Everest sense l'ús de pròtesis. Ho va aconseguir el 20 de maig de 2013.
Gautam es va criar a Katmandú, on un accident amb un cable d'alimentació quan tenia 13 anys li va provocar l'amputació d'ambdós braços. El 2007 es va convertir en ciutadà canadenc.
Abans d'escalar l'Everest, Gautam va assolir els cims del Ramdung (5.925 m) i Yala (5.732 m). El 30 de juny de 2013, l'NRN-Canada, l'organització de la diàspora nepalesa al Canadà, va homenatjar Gautam com a membre destacat de la comunitat. El 2014, va aparèixer a la pel·lícula Himmatwali.